# Bill Whittington
Pour les articles homonymes, voir Whittington.
Pas d'image ? Cliquez ici
William Marvin "Bill" Whittington est un pilote automobile américain né à Lubbock au Texas le 11 septembre 1949 et mort accidentellement le 23 avril 2021. 
En 1979, il remporte les 24 Heures du Mans avec son frère Don et Klaus Ludwig sur Porsche 935 K3.

## Palmarès
- Championnat IMSA GT
  - Une dizaine de victoires entre 1978 et 1984

- Championnat du monde des voitures de sport
  - Vainqueur des 6 Heures de Watkins Glen en 1979

- Challenge mondial FIA des pilotes[2]
  - Vainqueur des 24 Heures du Mans 1979
  - Vainqueur du Grand Prix du Los Angeles Times en 1979
  - Vainqueur des 6 Heures du Salvador en 1979